# Кинокритик (фильм)
«Кинокритик» (англ. The Movie Critic) — отменённый фильм американского режиссёра Квентина Тарантино, задуманный как десятый и последний. О начале работы над ним стало известно в марте 2023 года. Тарантино написал сценарий и запланировал съёмки на осень 2024 года. Одну из главных ролей должен был сыграть Брэд Питт. В апреле 2024 года стало известно, что проект отменён. В СМИ этот фильм оценивают как несостоявшийся шедевр, в котором могло произойти полное переосмысление творческого пути Тарантино. В апреле 2025 года появились данные о том, что картину по сценарию Тарантино намерен снять Дэвид Финчер.

## Сюжет
Из самых первых сообщений о фильме следовало, что его действие будет происходить в Лос-Анджелесе в конце 1970-х годов и что его главный герой — женщина. Сразу возникло предположение, что речь идёт о журналистке Полин Кейл, специализировавшейся на кинорецензиях: как раз в конце 70-х она работала на студии Paramount консультантом, а Тарантино всегда испытывал к ней глубокое уважение.
Позже Квентин Тарантино уточнил, что действие картины будет происходить в 1977 году и что гипотеза о Полин Кейл неверна. Местом действия должен был стать Лос-Анджелес, главный герой — мужчина примерно 35 лет, внештатный сотрудник порнографического журнала, публикующий в нём рецензии на мейнстримные фильмы. Прототипом этого персонажа стал существовавший в реальности кинокритик, текстами которого Тарантино зачитывался в юности. По словам режиссёра, этот персонаж мог выглядеть как герой фильма Мартина Скорсезе «Таксист» Трэвис Бикл, ставший кинокритиком.
Звучали предположения о том, что в числе героев картины может оказаться сам Тарантино.

## Предполагаемые исполнители ролей
- Брэд Питт
- Сэмюэл Л. Джексон
- Пол Уолтер Хаузер

## Производство
Тарантино ещё в 2016 году заявил, что намерен снять 10 фильмов и после этого отказаться от режиссуры. Учитывая, что он считает две части «Убить Билла» одной картиной, на тот момент оставалось два фильма. Девятым стал «Однажды в Голливуде». 15 марта 2023 года The Hollywood Reporter сообщил о начале работы над 10-й картиной, сценарий которой получил название «Кинокритик».
Издание рассказало, опираясь на свои источники, что сценарий, над которым работал сам Тарантино, уже закончен и что съёмки должны начаться осенью 2023 года. Журналисты констатировали, что у режиссёра не будет недостатка в первоклассных актёрах, готовых «выстроиться в очередь ради роли». По данным Screen Rant, на роли в фильме могли рассматриваться Тим Рот, Кристоф Вальц и Сэмюэл Л. Джексон. На роль главной героини могли пригласить Кейт Бланшетт или Молли Рингуолд. Портал Giant Freaking Robot заявил со ссылкой на свои источники, что Полин Кейл может сыграть Марго Робби. В июле 2023 года появились неофициальные данные о том, что Джексон получил роль в фильме. В сентябре издание World of Reel написало со ссылкой на своего инсайдера, что Тарантино предложил главную роль Полу Уолтеру Хаузеру.
В августе 2023 года стало известно, что Тарантино предложил небольшую роль в фильме Брюсу Уиллису (через его родных). Уиллис уже завершил карьеру из-за лобно-височной деменции, но Тарантино, по его словам, рассчитывал увидеть актёра в «Кинокритике». В случае отказа он был намерен включить в фильм фрагмент одной из старых картин с Уиллисом. В феврале 2024 года стало известно, что в фильме должен сыграть Брэд Питт (для него это была бы третья роль в фильме Тарантино). В СМИ полагали, что это может быть главная роль.
Студию, которая займётся производством, так и не определили, но это могла быть Sony, сотрудничавшая с Тарантино в ходе его работы над предыдущей картиной.
30 марта 2023 года Тарантино подтвердил, что работа над фильмом ведётся. Он рассказал, что «Кинокритик» — это название не только сценария, но и самой картины, и что этот фильм действительно должен стать последним в его режиссёрской карьере. На июнь 2023 года был запланирован каст на главную роль, причём Тарантино хочет взять актёра, который ещё не снимался в его картинах в ролях первого плана. Съёмки должны были начаться осенью 2023 года в Лос-Анджелесе, но их отложили из-за забастовки актёров. Позже их перенесли на 2024 год, а премьеру соответственно на 2025 год.
В апреле 2024 года выяснилось, что Тарантино решил не снимать «Кинокритика». В процессе работы над сценарием будущий фильм фактически превратился в спин-офф, посвящённый Клиффу Буту (каскадёру из фильма «Однажды в Голливуде»), и поэтому режиссёр решил снять 10-й фильм на другой сюжет.
В апреле 2025 года стало известно, что Тарантино по просьбе Брэда Питта передал сценарий Дэвиду Финчеру. Тот намерен начать съёмки летом 2025 года, причём картина станет сиквелом «Однажды в Голливуде» и будет показана на Netflix. Питт должен снова сыграть Клиффа Бута, а Леонардо Дикаприо может появиться в картине в роли Рика Далтона (возможно, эпизодической).

## Оценки
В СМИ встречаются оценки неснятой картины как «шедевра, который мы потеряли», как продукта переосмысления всего творческого пути Тарантино.